# Сборовский
Сборовский  — посёлок в Сорочинском городском округе Оренбургской области России. Место компактного проживания казахов.

## География
Находится в западной части региона, в пределах возвышенности Общий Сырт, в степной зоне,

## История
В 1966 г. Указом Президиума ВС РСФСР поселок отделения № 4 совхоза имени Войкова переименован в Сборовский.
До 2015 года посёлок входил в Войковский сельсовет Сорочинского района. После упразднения обоих муниципальных образований посёлок в составе Сорочинского городского округа.

## Население
| 2010 |
| ---- |
| 194  |

### Национальный состав
Согласно результатам переписи 2002 года, в национальной структуре населения русские составляли 41 %, казахи 35 % из 251 человек.

## Инфраструктура
Основа экономики — сельское хозяйство. Действует Сборовский сельский клуб - филиал МБУК Клубная система Сорочинского городского округа

## Транспорт
Остановка общественного транспорта «Сборовский».